# Terry O’Quinn
Terrance Terry O’Quinn (Sault Ste. Marie, Michigan, 1952. július 15. –) Primetime Emmy-díjas amerikai színész.
Legismertebb szerepe John Locke, az ABC Lost – Eltűntek című drámasorozatában.

## Élete és pályafutása
O’Quinn a michigani Sault Ste. Marie-ban született. A Central Michigan Egyetemre járt Mount Pleasantben, és az Iowai Egyetemre Iowa államban.
O’Quinn az 1970-es években kezdte színész pályáját. Feltűnt  A mennyország kapuja (1980) és a Tombstone – A halott város (1993) című filmekben. Egyik legismertebb főszerepe A mostohaapa című lélektani thrillerben volt.
Később kis költségvetésű filmek és tévésorozatok visszatérő színésze lett, szerepelt többek közt a Star Trek: Az új nemzedék, az X-akták, a Millennium, a JAG – Becsületbeli ügyek, Az elnök emberei, az Esküdt ellenségek és az NCIS epizódjaiban is. Az igazi ismertséget a Lost – Eltűntek című sorozat hozta meg számára, melyben John Locke-ot formálta meg, ezzel a szereppel számos díjat is elnyert. Emellett fontos szereplője a Hawaii Five-0 című sorozatnak is, amelyben Joe White parancsnokot alakítja.

## Filmográfia

### Film
| Év   | Magyar cím                           | Eredeti cím           | Szerep                 | Magyar hang      |
| ---- | ------------------------------------ | --------------------- | ---------------------- | ---------------- |
| 1980 | A mennyország kapuja                 | Heaven's Gate         | Minardi százados       |                  |
| 1983 | Tökéletes mozdulatok                 | All the Right Moves   | Freeman Smith          | Szinovál Gyula   |
| 1984 | Hely a szívemben                     | Places in the Heart   | Buddy Kelsey           | Betz István      |
| 1984 | Mrs. Soffel – Börtönszerelem         | Mrs. Soffel           | Buck McGovern nyomozó  | Keresztes Sándor |
| 1985 | Ezüst pisztolygolyók                 | Silver Bullet         | Joe Haller seriff      | Rosta Sándor     |
| 1985 | Mischief – Első randi                | Mischief              | Claude Harbrough       |                  |
| 1986 | Űrtábor                              | SpaceCamp             | Irányító a kilövésnél  |                  |
| 1987 | A mostohaapa                         | The Stepfather        | Jerry Blake            | Rosta Sándor     |
| 1987 | Fekete özvegy                        | Black Widow           | Bruce                  | Varga T. József  |
| 1988 | A vadnyugat fiai                     | Young Guns            | Alex McSween           | Izsóf Vilmos     |
| 1988 | Meghasonlás                          | Pin                   | Dr. Linden             | Trokán Péter     |
| 1989 | Vak végzet                           | Blind Fury            | Frank Deveraux         | Márton András    |
| 1989 | A mostohaapa 2.                      | Stepfather II         | Dr. Gene Clifford      | Kránitz Lajos    |
| 1989 |                                      | The Forgotten One     | Bob Anderson           |                  |
| 1990 | A véreskü                            | Blood Oath            | Beckett őrnagy         | Orosz István     |
| 1990 | A véreskü                            | Blood Oath            | Beckett őrnagy         | Faragó József    |
| 1990 | A véreskü                            | Blood Oath            | Beckett őrnagy         | Papucsek Vilmos  |
| 1991 | Rocketeer                            | The Rocketeer         | Howard Hughes          | Mécs Károly      |
| 1991 | A cég érdekében                      | Company Business      | Pierce Grissom ezredes | Rosta Sándor     |
| 1992 | Halálforgás                          | The Cutting Edge      | Jack Moseley           | Orosz István     |
| 1992 | Szamurájkölyök                       | My Samurai            | James McCrea           |                  |
| 1993 | Tombstone – A halott város           | Tombstone             | John Clum polgármester | Wohlmuth István  |
| 1995 | Ördögök szigete                      | Shadow Warriors       | Dr. Connors            |                  |
| 1996 | Kísért a múlt                        | Ghosts of Mississippi | Hilburn bíró           | Jakab Csaba      |
| 1996 | Legbelső félelem                     | Primal Fear           | Bud Yancy              | Kárpáti Tibor    |
| 1996 | Legbelső félelem                     | Primal Fear           | Bud Yancy              | Jakab Csaba      |
| 1997 | Árnyék-összeesküvés                  | Shadow Conspiracy     | Frank Ridell           | Juhász György    |
| 1998 | X-akták – Szállj harcba a jövő ellen | The X-Files           | Darius Michaud         | Kristóf Tibor    |
| 2001 | Törvényen kívül                      | American Outlaws      | Rollin H. Parker       | Szersén Gyula    |
| 2001 | Törvényen kívül                      | American Outlaws      | Rollin H. Parker       | Karsai István    |
| 2002 | A csapat reménysége                  | Hometown Legend       | Buster Shuler          |                  |
| 2003 | Sulihuligánok                        | Old School            | Goldberg               | Barbinek Péter   |
| 2016 |                                      | New Life              | Dr. Sumrall            |                  |
| 2024 |                                      | Unsung Hero           | James nagypapa         |                  |